# Manuel Batalla Jordá
Manuel Batalla Jordá, más conocido como Batalla (Amposta, Tarragona, 31 de agosto de 1935), fue un futbolista español. Se desempeñaba en posición de defensa. Jugó en Primera División seis temporadas siendo jugador del Pontevedra Club de Fútbol en la década de 1960.

## Clubes
| Club                      | País   | Años        |
| ------------------------- | ------ | ----------- |
| Club de Fútbol Amposta    | España | ¿? - 1960   |
| Club Deportivo Ourense    | España | 1960 - 1963 |
| Pontevedra Club de Fútbol | España | 1963 - 1970 |